# Renier de Trit
Renier de Trit (d. 1205?) a fost un participant la Cruciada a patra și, în urma împărțirii Imperiului Bizantin, a devenit primul duce latin de Philippopolis (astăzi Plovdiv, în Bulgaria), de la 1204 la 1205.
Ca origine, Renier a fost un cavaler din Trith-Saint-Léger, localitate din Comitatul Hainaut. După participarea la Cruciada a patra, noul împărat latin de Constantinopol, Balduin I i-a conferit Philippopolis și teritoriul aferent acestuia, până la râul Marița.
Primele campanii desfășurate de Renier de Trit în toamna și iarna lui 1204 pentru preluarea teritoriilor ce i-au fost atribuite au fost reușite, însă în 1205 țarul Ioniță Caloian al Bulgariei și-a năpustit trupele asupra sa și a capturat Adrianopolul, amenințând direct Philippopolis. Având la dispoziție un număr redus de oameni sub comanda sa, Renier s-a baricadat în castelul de la Stenimaka (astăzi, Asenovgrad). Evenimentele se petreceau în perioada în care împăratul Balduin I a fost capturat în bătălia de la Adrianopol, fapt care reducea și mai mult speranțele lui Renier de Trit de a rezista. În vara anului 1205, ereticii paulicieni din Philippopolis au încercat să predea orașul lui Caloian, însă Renier de Trit a ieșit rapid din fortăreața sa și a distrus din temelii cartierul paulician. Astfel, rezistența a continuat, la ea participând atât latinii, cât și grecii din oraș. Până la urmă, Philippopolis a fost cucerit, iar cartierul grecesc incendiat. La sfârșitul aceluiași an, regentul imperial Henric I a lansat un marș asupra Bulgariei, eliberând atât Stenimaka cât și pe Renier.
Nu se cunosc date exacte, însă se presupune că Renier de Trit ar fi încetat din viață în același an.